# Eberhard Menzel (Politiker)

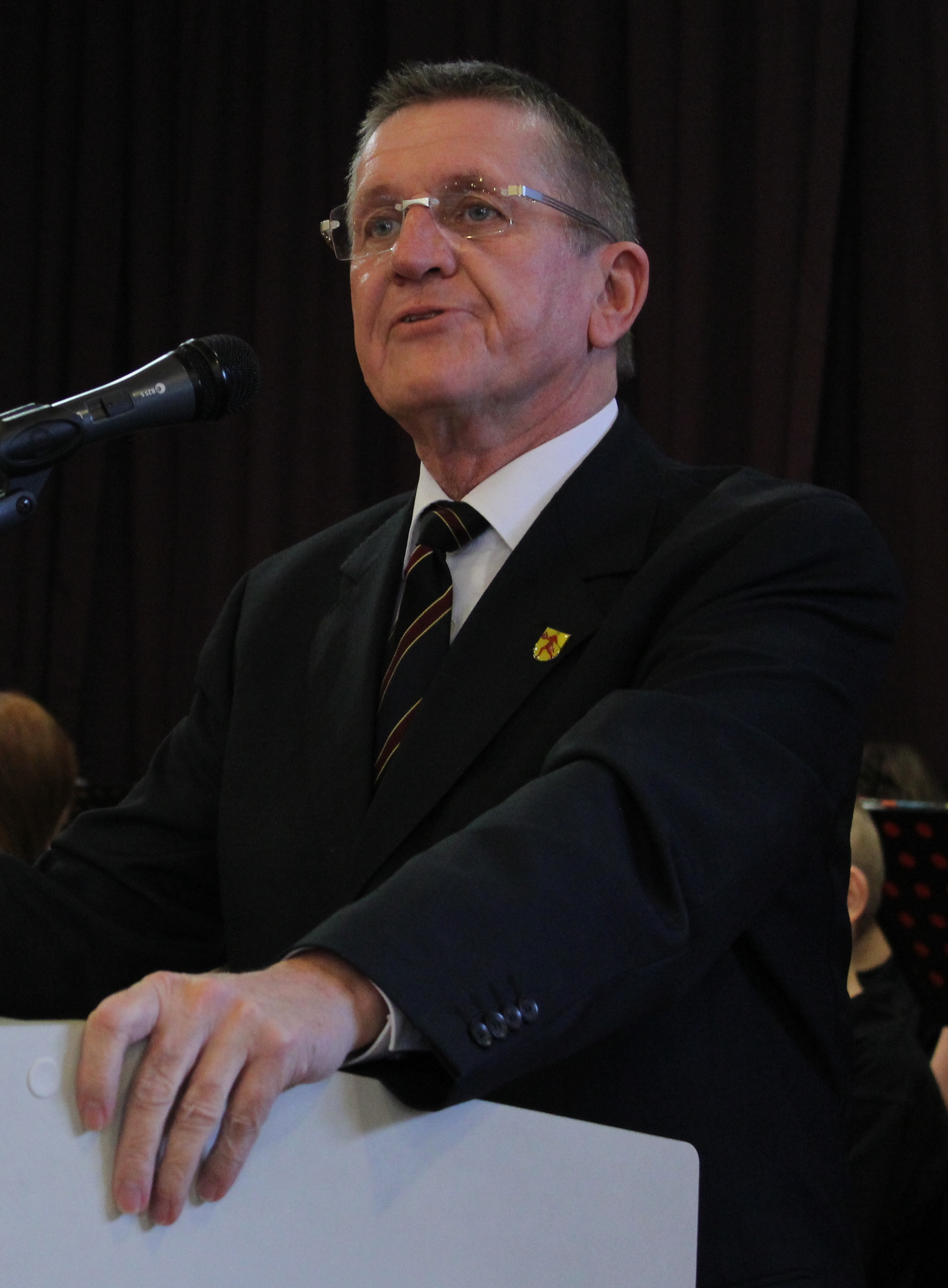
Eberhard Menzel 2011

Eberhard Menzel (* 1. Dezember 1944 in Wilhelmshaven) ist ein ehemaliger deutscher Kommunalpolitiker (SPD). Er war vom 1. November 1986 bis zum 31. Oktober 2011 Oberbürgermeister der Stadt Wilhelmshaven.
Menzel, Mitglied der SPD und Inhaber eines Verwaltungsdiploms der Verwaltungsakademie, war seit 1981 Angehöriger des Wilhelmshavener Stadtrats. Von 1986 bis 2002 bekleidete er das Amt des ehrenamtlichen Oberbürgermeisters Wilhelmshavens und war seit dem 1. Januar 2003 der erste direkt gewählte hauptamtliche Oberbürgermeister der Stadt.
Nach der Kommunalwahl am 10. September 2006 und der Bildung einer Jamaika-Koalition, also einer Zusammenarbeit der Fraktionen von CDU, FDP und Grünen im Rat der Stadt Wilhelmshaven, hatten die SPD-Fraktion und Menzel als Oberbürgermeister in keinem Ausschuss mehr eine Mehrheit. Durch diese Situation geriet Menzel immer mehr unter politischen Druck, was sich jedoch nach der Aufkündigung der Jamaika-Koalition durch die Grünen wieder entspannte.
Bei der Kommunalwahl 2011 kandidierte er nicht mehr für ein Amt. Seine Nachfolge trat Andreas Wagner (CDU) an, der die Oberbürgermeisterwahl vom 11. September 2011 gegen den SPD-Kandidaten Thomas Städtler und sieben weitere Kandidaten gewann.
Nach 25 Jahren Amtszeit wurde Menzel am 26. Oktober 2011 von 300 Gästen aus Politik, Verwaltung, Wirtschaft und Marine in den Ruhestand verabschiedet.
Im Jahr 2012 wurde bekannt, dass die Staatsanwaltschaft Oldenburg Menzel, den ehemaligen Geschäftsführer des städtischen Reinhard-Nieter-Krankenhauses Jörg Brost sowie einige Kommunalpolitiker im Zusammenhang mit Brosts Ruhestandsregelung der schweren Untreue verdächtigt. Brost war mehrere Jahre vor dem Erreichen des Rentenalters in den Ruhestand gegangen und hatte dennoch weiterhin vom Krankenhaus Bezüge in Höhe von monatlich 18.000 Euro erhalten. Nach Hausdurchsuchungen bei Menzel und Brost und vierjährigen Ermittlungen wurde am 12. September 2016 publik, dass die Staatsanwaltschaft Menzel und Brost anklagen wolle. Seit dem 4. Februar 2019 müssen sich Menzel und Brost in einem Strafprozess vor dem LG Oldenburg wegen des Vorwurfs der Untreue in einem besonders schweren Fall verantworten.
Am 1. April 2019 verurteilte das LG Oldenburg Menzel und Brost zu mehrmonatigen Haftstrafen auf Bewährung. Gegen das Urteil wurde Revision eingelegt, im März 2021 hob der Bundesgerichtshof (BGH) das Urteil vollständig auf und verwies die Angelegenheit an eine andere Strafkammer des LG Oldenburg zurück. Begründet wurde dies im Wesentlichen damit, das die vom LG Oldenburg getroffenen Feststellungen nicht belegen, das Menzel seine Vermögensbetreuungspflicht gegenüber dem Krankenhaus verletzte und damit auch die Verurteilung von Brost rechtsfehlerhaft war.
Im Januar 2023 kam das Landgericht Oldenburg angesichts der Entscheidungsgründe des Bundesgerichtshofes zu dem Beschluss, das Verfahren gegen Menzel und Brost mit Auflagen einzustellen. Beide akzeptierten die Auflagen. Damit endete nach fast 10½ Jahren ein Verfahren, das in Wilhelmshaven und der umliegenden Region erhebliches Aufsehen erregt hatte.